# Henriette Ellermann-Kingombe
Henriette Ellermann-Kingombe (født 21. marts 1970) er en dansk embedsmand og hoffunktionær, der siden 2021 har været privatsekretær og (tidligere) hofdame for Dronning Mary.
Hun er karrierediplomat og har tidligere arbejdet i både Udenrigsministeriet og Statsministeriet, hvor hun havde ledende stillinger i afdelinger og kontorer, der beskæftigede sig med bl.a. multilateralt samarbejde, klimapolitik, grøn vækst og international udvikling. Hendes daværende ansvarsområder omfattede politisk koordinering med internationale organisationer såsom FN og udviklingsbanker samt administrativ støtte til ministre.
I 2021 blev hun udnævnt til Hoffet som privatsekretær og hofdame for kronprinsessen. Ved kong Frederik 10.s tronbestigelse i 2024 blev hun medlem af kongehusets ledelsesgruppe, hvor hun varetager officielle forpligtelser, korrespondance og protokolspørgsmål på vegne af dronning Mary.

## Tidlige liv og uddannelse
Henriette Ellermann blev født den 21. marts 1970 i Randers. Hun har en kandidatgrad i statskundskab (cand.scient.pol.) fra Københavns Universitet, 1998, og gennemførte i 2009 et lederuddannelsesprogram ved Danmarks Forvaltningshøjskole.
Ellermann-Kingombe har været involveret i universitetsverdenen sideløbende med sin karriere i centraladministrationen. I slutningen af 1990'erne var hun underviser ved Københavns Universitets Institut for Statskundskab, hvor hun underviste i introduktionskurser for førsteårsstuderende i statskundskab. Senere vendte hun tilbage til instituttet som ekstern lektor i 2013, hvor hun underviste i et kursus på kandidatniveau om den Europæiske Union og diplomati.
Derudover var hun fra 2013 til 2022 ekstern censor i fagene international politik og offentlig administration ved flere danske universiteter, herunder Københavns Universitet, Aarhus Universitet, Syddansk Universitet (SDU) og Copenhagen Business School (CBS).

## Karriere

### Karriere i centraladministrationen
Ellermann-Kingombe startede sin karriere i det danske Udenrigsministerium i 2001. Hendes indledende stillinger omfattede blandt andet ambassadesekretær ved Danmarks Faste Repræsentation ved Den Europæiske Union og som chefkonsulent i Udenrigsministeriets Asienafdeling fra 2010 til 2011. I oktober 2011 blev hun ministersekretær i Udenrigsministeriet, hvor hun koordinerede og ledede aktiviteterne for Europaministeren og senere handels- og europaministeren. Hun havde denne stilling indtil 2014.
I marts 2014 blev Ellermann-Kingombe udnævnt til souschef for kontoret for grøn vækst i Udenrigsministeriet, en stilling hun havde indtil 2016. I denne stilling arbejdede hun med initiativer vedrørende bæredygtig udvikling og grøn økonomisk vækst i Danmarks udenrigspolitik. Fra 2016 til 2021 var hun souschef for Udenrigsministeriets Kontor for Multilateralt Samarbejde, Klima og Ligestilling, hvor hun var involveret i Danmarks samarbejde med internationale organisationer (herunder FN) og globale politiske spørgsmål såsom klimaforandringer og ligestilling. I 2021 blev hun forfremmet til kontorchef i Udenrigsministeriets kontor for Multilateralt Samarbejde og Politik, hvor hun havde ansvaret for den multilaterale politiske koordinering. I denne stilling havde Ellermann-Kingombe særligt ansvar for Danmarks samarbejde med FN og andre internationale organisationer.
Under sin tid i centraladministrationen fik Ellermann-Kingombe også erfaring uden for Udenrigsministeriet. Fra 2007 til 2010 var hun udlånt som særlig rådgiver i Statsministeriet, hvor hun arbejdede i Klimasekretariatet i tiden op til FN's klimakonference i 2009 (COP15) i København. I den rolle fungerede hun som rådgiver for den danske statsministers klimagruppe og bidrog til koordineringen af Danmarks klimapolitik og afholdelsen af COP15-topmødet.

### Det Kongelige Danske Hof
Ellermann-Kingombe skiftede til en rolle ved hoffet i 2021. Den 1. september 2021 blev hun udnævnt til privatsekretær og hofdame for kronprinsesse Mary, og efterfulgte dermed Christine Pii Hansen. Hun blev ansvarlig for at administrere kronprinsessens officielle kalender og rådgive om protokol og offentlige forpligtelser. Hendes opgaver omfatter koordinering af kongelige begivenheder og rejser, håndtering af officiel korrespondance og rådgivning af kronprinsessen om organisatoriske og politiske spørgsmål i forbindelse med protektioner og initiativer. Som hofdame ledsager hun også kronprinsessen (nu dronningen) ved ceremonier og arrangementer.
I januar 2024 blev kronprinsesse Mary dronning ved Frederik 10.s tronbestigelse, og Ellermann-Kingombe fortsatte i sin rolle og fungerer nu som privatsekretær for dronningen.

## Privatliv
Henriette Ellermann-Kingombe er gift med Jean-Charles Ellermann-Kingombe, en dansk diplomat og embedsmand. Jean har haft flere fremtrædende stillinger, herunder som departementsråd for udenrigspolitik i statsministeriet og senere som højtstående embedsmand i NATO. Parret bor i Hellerup, og har to børn.